# ジョアンペソア
ジョアンペソア（João Pessoa [ʒuˈɐ̃w peˈso.ɐ]）は、ブラジルのパライバ州の都市である。パライバ州の州都かつ同州の最大都市である。
南米大陸最東端にあるブランコ岬に位置する。

## 歴史
ジョアンペソアは、ブラジルで最も歴史のある街の一つである。最初にやって来たヨーロッパ人はブラジルボクの商売人のフランス人であった。フランス人と原住民による連合軍の間で戦争が起きた後、1585年8月5日、ペルナンブーコから移住してきたポルトガル人によって町が設立された。彼らは設立日が聖人の日であったことにちなんで、町をNossa Senhora das Nevesと名づけた。設立初期には、町はスペインの影響を受けた。ポルトガルとスペインがイベリア連合を結成していたためである。1588年町はスペイン王のフェリペ2世にちなんでFilipéia de Nossa Senhora das Nevesに改称された。
一帯は砂糖産業に適した場所であることがすぐに判明し、フランス人、オランダ人、ポルトガル人が高い利益が見込めるサトウキビの生産拠点としてパライバを支配しようと争った。
ジョアンペソア近郊のサンタ・カタリーナの砦は、ポルトガル人がポルトガル領ブラジルにおいて、最大の脅威となっていたオランダ人の侵入を防ぐために建設した。1634年から1654年まで、町はオランダ人に手に渡り、町を統括していたオランダ王子のフレデリック・ヘンリーにちなんでフレデリックシュタットに改名された。オランダ人はサンタ・カタリーナ砦もマルガリータ砦に改名した。町をポルトガルが奪還した後に、町と砦の名称は元に戻された。

## スポーツ
- ボタフォゴFC - サッカークラブ